# Mostje, Juršinci
Mostje je naselje v Občini Juršinci.